# Rot-Weiß-Rot (Sender)

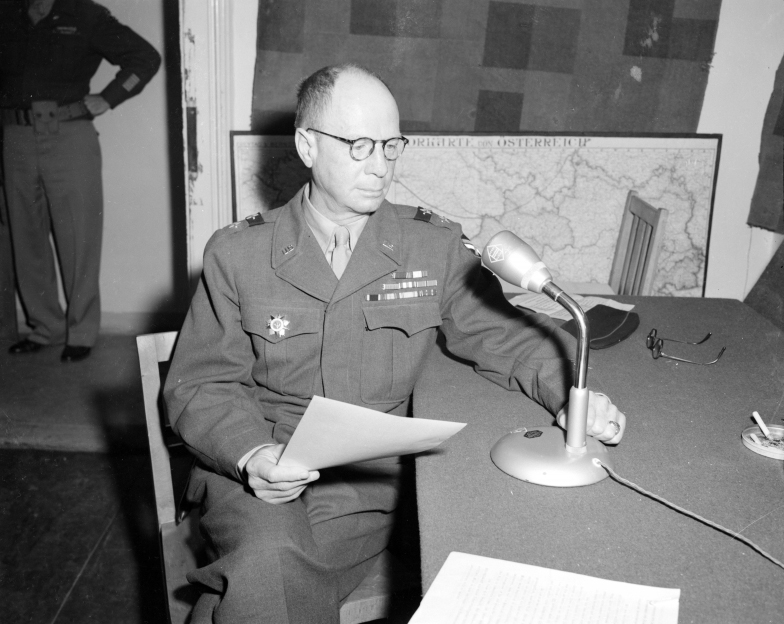
Walter M. Robertson bei seiner Eröffnungsrede (Juni 1945)

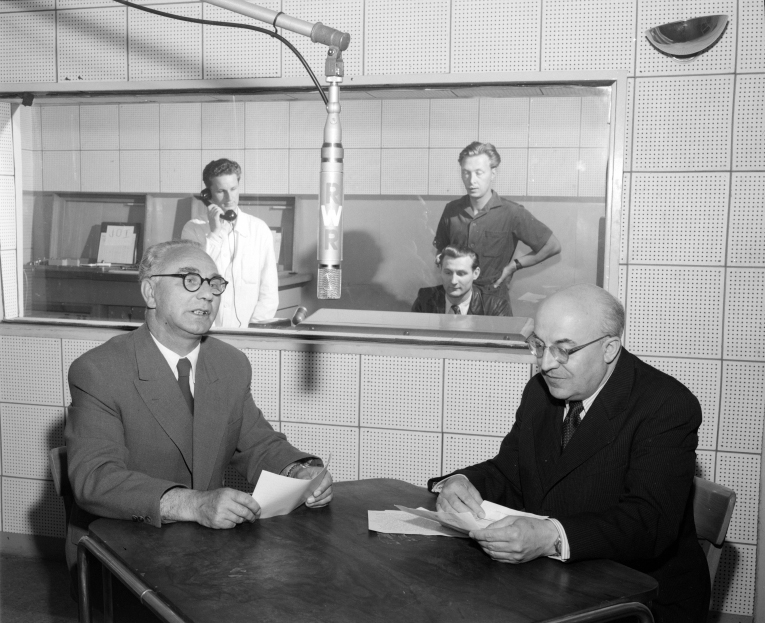
Franz Jonas (links) bei einer Ansprache. Mit am Tisch sitzt Vincenz Ludwig Ostry (Juni 1954)

Rot-Weiß-Rot (RWR) war ein Radiosender im besetzten Nachkriegsösterreich unter Aufsicht der amerikanischen Besatzungsbehörde.

## Der Anfang
„Hier ist der österreichische Sender Rot-Weiß-Rot“ – mit diesen Worten wurde am 6. Juni 1945 das Sendernetz Rot-Weiß-Rot eröffnet. „Möge es dazu beitragen, die Österreicher zu einem gut unterrichteten Volk zu machen“, so der amerikanische Generalmajor Walter M. Robertson in seiner Eröffnungsansprache.
Leiter der Sendergruppe waren
- 1945 Hans Cohrssen
- 1946 Ernst Haeusserman
- 1948 Josef Sills, W. Stuart Green
- 1951 William Stricker
- 1952 Harry J. Skornia
- 1953 Fred G. Taylor;

daneben die Österreicher Roman Grabmayr (1947) und Andreas Reischek (1950).

## Die RWR-Sendergruppe
Nach Salzburg wurde im November 1945 der Sendebetrieb auch in Wien (Seidengasse 13) aufgenommen und der Schwerpunkt des Senders dorthin verlegt. Anfänglich wurde ein Mittelwellensender des Militärs auf der Sulzwiese am Kahlenberg verwendet. Da dieses Gelände unmittelbar an der Grenze zur sowjetischen Besatzungszone lag, verlegte man den Sender nach Grinzing. Ebenso wurden die im Krieg nicht zerstörten Sender am Mönchsberg in Salzburg und am Freinberg in Linz genutzt.

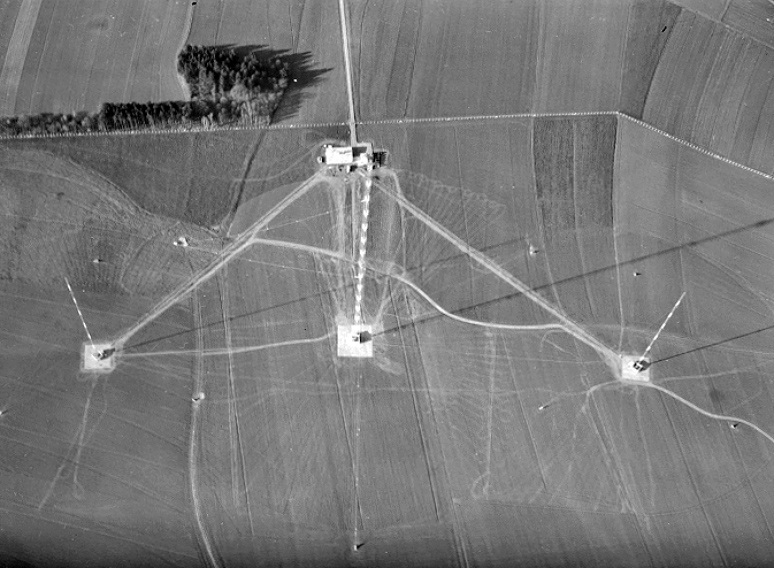
Luftbild der Sendeanlage in Kronstorf

Um auch die sowjetische Besatzungszone gut versorgen zu können, errichtete man 1951 auf den Steinhof-Gründen am Wilhelminenberg einen neuen starken Sender.
Ebenso wurde in Kronstorf in Oberösterreich eine Sendeanlage mit einer aus drei Masten bestehenden Richtantenne gebaut. Mit 274 m war der mittlere der drei Masten das höchste je in Österreich stehende Bauwerk. 1952 erhielt auch Salzburg einen neuen Sender mit allerdings geringerer Sendeleistung.

## Die Programmgestaltung
Das Programm sollte einen Gegenpol zu der unter sowjetischen Einfluss stehenden Radio Verkehrs AG (RAVAG) und deren Sender Radio Wien (damals im Volksmund „Russensender“ genannt) bilden und proamerikanisch auf die Bevölkerung einwirken. Charakteristisch dafür waren Sendungen wie Amerika ruft Österreich und Wir lernen denken. Führend war ab 1951 das „Script department“ mit seinen satirisch-kritischen Sendungen wie dem von Jörg Mauthe und anderen jungen Intellektuellen getexteten „Der Watschenmann“ und der 1955 vom Österreichischen Rundfunk übernommenen und noch bis 1959 ausgestrahlten „Radiofamilie“ der Autoren Jörg Mauthe, Peter Weiser, und bis 1953 auch Ingeborg Bachmann.

## Die Programmpunkte
In der Folge wurde versucht, das Publikum mit Unterhaltungssendungen zu beeinflussen. Beispiele dafür waren Amerika in Wort und Musik und Die Stimme Amerikas. Die österreichische Bevölkerung reagierte indes mit Skepsis. Erst „neutrale“ Sendungen wie Die große Chance mit Maxi Böhm und Melodie und Rhythmus auf Bestellung mit Louise Martini oder bissige Kabaretts wie Brettl vorm Kopf mit Carl Merz, Helmut Qualtinger und Gerhard Bronner konnten die Zuhörer begeistern. Für den Sender Rot-Weiß-Rot arbeiteten unter anderem bekannte Künstler und Publikumslieblinge wie Hans Weigel, Alfred Böhm, Peter Alexander, Fritz Eckhardt, Hugo Wiener, Friedrich Torberg und Günther Schifter.
Der letzte Höhepunkt war wohl das Silvesterprogramm 1954/55 mit Karl Farkas und Marcel Prawy.

## Das Ende
Am 27. Juli 1955 um 22:15 beendete der verbliebene Wiener RWR-Sender sein Programm. Die Sender Salzburg (Moosstraße) und Linz (Kronstorf) waren schon am 7. März 1954 eingestellt worden. Der Großindustrielle Manfred Mautner Markhof senior wollte den Sender erwerben und kommerziell nutzen. Privatsender wurden jedoch damals von der österreichischen Bundesregierung nicht zugelassen. Daher wurde der Sender Rot-Weiß-Rot schließlich vom Österreichischen Rundfunk (ORF) übernommen. Einige populäre Sendungen, wie Die Radiofamilie Floriani oder Du holde Kunst blieben im Programm, während kritische Sendungen wie die Kabarettsendung Der Watschenmann von Jörg Mauthe für einige Zeit nicht mehr zu hören waren. Der Watschenmann kam erst 1967 mit der Reform Gerd Bachers wieder ins Programm.

## Weitere bekannte Sendungen
- Vergnügt um elf (Schlagersendung mit Fred Ziller)
- Sport und Musik (unter anderem mit Heribert Meisel)
- Das Sandmännchen oder Der kleine Sandmann (Gutenachtsendung für die Kleinen; Nachfolger bei der RAVAG: Das Traummännlein kommt)
- Disc-Jockey made in Austria (Musiksendung präsentiert von Fred Ziller)
- XY weiß alles (beliebte Fragesendung)
- Für den Gartenfreund (mit „Blumendoktor“ Anton Eipeldauer)
- Schöne Stimmen, schöne Weisen (Musiksendung)
- Schulfunk (Beiträge wurden an den Schulen im Unterricht verwendet)
- Kinderstunde (gestaltet von Polly Kügler-Leistner)
- Ernst und heiter (Literatursendung)
- Unsere Radiofamilie (Fortsetzungshörspiel um die Familie Floriani, richtungsweisend für die spätere TV-Serie Familie Leitner)